# Tibouchina ornata
Tibouchina ornata är en tvåhjärtbladig växtart som först beskrevs av Olof Swartz, och fick sitt nu gällande namn av Henri Ernest Baillon. Tibouchina ornata ingår i släktet Tibouchina och familjen Melastomataceae. Inga underarter finns listade i Catalogue of Life.